# Рікардо Муті
Рікардо Муті (італ. Riccardo Muti; нар. 28 липня 1941, Неаполь) — італійський диригент, художній керівник театру «Ла Скала» в 1986—2005 роках.

## Кар'єра
Дебютував як диригент у 1966 році. З 1966 року виступає на фестивалі «Флорентійський музичний травень», у 1973—1982 роках був його художнім керівником. З 1971 року виступав на  Зальцбурзькому фестивалі, на якому, зокрема, виконував оперу «Дон Паскуале» Гаетано Доніцетті. У 1977 році в Ковент-Гарден виконував «Аїду». В 1973—1982 роках працював з лондонським оркестром «Філармонія» (з 1979 року був головним диригентом), а також із Філадельфійським оркестром.
У 1981 році вперше з'явився на сцені «Ла Скала» («Весілля Фігаро» Моцарта). З 1986 року був художнім керівником і головним диригентом цього театру. Серед постановок в «Ла Скала»: «Летючий голландець»  Вагнера (1988, перше звернення Муті до творів цього німецького композитора), опера «Так чинять усі жінки» (1990), «Діва озера» Россіні, «Парсифаль» (1992/93), «Арміда» Глюка (1996) та інші. У 1993 тут же поставив «Весталку»  Спонтіні (у власній редакції). У сезоні 1999—2000 років під його керівництвом поставлені «Фіделіо» Бетховена, «Тоску» Пуччіні, «Діалоги кармеліток» Пуленка.
Серед оперних записів —  «Вільгельм Телль»,  «Макбет» (солісти Ш. Мілнс, Ф. Коссотто, Р. Раймонді,  Х. Каррерас, EMI), «Дон Паскуале» (солісти С. Брускантіні, М. Френі, Й. Вінберг, Л. Нуччі, EMI). Записав також повні цикли симфоній  Людвіга ван Бетховена,  Йоганнеса Брамса,  Олександра Скрябіна,  Петра Чайковського ,  Франца Шуберта,  Роберта Шумана.
До відкриття «Ла Скала» 7 грудня 2004 року, після майже трирічної реконструкції, Ріккардо Муті поставив оперу Антоніо Сальєрі «Визнана Європа», якою в 1778 році театр відкрився, заново відбудований після пожежі.
У 2005 році покинув «Ла Скала», після чого театр до жовтня 2011 року залишався без художнього керівника.
У 2010 році Рікардо Муті очолив Чиказький симфонічний оркестр; у жовтні 2011 року після майже трирічних переговорів погодився зайняти пост «довічного почесного директора» Римської опери; до цього Муті відмовився від посади художнього керівника театру.

## Відзнаки та нагороди
Серед відзнак і нагород, як отримав Ріккардо Муті:
- 2011 рік — Орден Дружби (Росія), за розвиток російсько-італійських культурних зв'язків[7].
- 2011 рік — приз імені Біргіт Нільсон, найбільша нагорода у світі класичної музики, за «видатний внесок в розвиток опери та концертів». Нагорода була вручена королем Швеції Карлом XVI Густавом та представником шведської королівської опери[8].
- У 2018 році, під час візиту до Києва з симфонічним оркестром в рамках проекту «Шляхи дружби», був нагороджений президентом України Петром Порошенко, орденом «За заслуги» III ступеня[9].
- У 2018 році став почесним професором Національної музичної академії ім. П. І. Чайковського {посилання}